# خافيير اوليزولا
خافيير اوليزولا (بالإسبانية: Javier Olaizola)‏ (28 نوفمبر 1969 بسان سيباستيان في إسبانيا - ) هو مدرب كرة قدم ولاعب كرة قدم إسباني في مركز الدفاع. لعب مع ريال مايوركا ب وريال مايوركا ونادي إيبار وريال بورغوس.

## وصلات خارجية
- خافيير اوليزولا على موقع قاعدة بيانات كرة القدم.إي يو (الإنجليزية)